# صالح سعيد نصيب
صالح سعيد نصيب هو شاعر ورياضي يمني. ولد عام 1935 في الحوطة عاصمة محافظة لحج. تلقى تعليمه الأولي في مدينته، لم يكمل تعليمه وعمل في البناء. استمر في تثقيف نفسه وعمل من 1954 حتى 1975 في التدريس في مدينة جعار. ثم ترك التدريس وتفرغ للكتابة. ثم عاد مرةً أخرى للتدريس في الشيخ عثمان، وفي 1978 عين مدرساً بوزارة التربية والتعليم. وهو أحد مؤسسي نادي الاتحاد الرياضي في 1952. وهو كذلك أحد مؤسسي ندوة الجنوب الموسيقية في 1957. انتخب عضواً في المجلس التنفيذي لإتحاد الأدباء والكتاب اليمنيين في 1974. وثقت أغانيه في الإذاعة والتلفزيون. له ديوان شعر «الحب مش عيب».